# وارطان ماتئوسیان
وارطان ماتئوسیان (ارمنی: Վարդան Մատթէոսեան؛ زادهٔ ۶ مارس ۱۹۶۴) یک مترجم، تاریخ‌نگار و ویراستار ارمنی‌تبار اهل اروگوئه است.